# لوري ك. غوردون
لوري ك. غوردون (بالإنجليزية: Lori K. Gordon)‏ هي فنانة أمريكية، ولدت في 20 يناير 1958.